# Colobaspis costatipennis
Colobaspis costatipennis is een keversoort uit de familie halstandhaantjes (Megalopodidae). De wetenschappelijke naam van de soort werd in 1937 gepubliceerd door Maurice Pic.